# Парланд, Генри
Генри Парланд (швед. Henry Parland, 29 июля 1908, Выборг — 10 ноября 1930, Каунас) — финский поэт и прозаик, писал на шведском языке.

## Биография
В Хёгхольмене звери

бродят в клетках по кругу

но всему прочему миру

ничуть их не жаль.

Мы тоже ходим по кругу,

но нас все жалеют

ведь мы называем это

свободой.
Отец — Освальд Андреевич Парланд  (1876–1956), инженер, шотландско-немецкого происхождения, мать — Мария (Ида-Мария) Эмильевна (Тибо) Парланд (урожд. Сеземан; 1878–1942), прибалтийская немка, сестра философа Василия (Вильгельма) Сеземана. 
Дед (по отцовской линии) — Андрей Александрович Парланд, архитектор (1845—1910). Двоюродный дед (дядя отца) — Альфред Александрович Парланд, архитектор, академик архитектуры.
Брат — Оскар Парланд (1912–1997), доктор медицинских наук (специализировался в области психиатрии), писатель.
Мать и отец выросли в Санкт-Петербурге. Генри, как все в семье, говорил на русском и немецком языках, но писал по-шведски. Учился на юридическом факультете Хельсинкского университета. Как поэт испытал влияние русского футуризма, особенно увлекался Маяковским. В критических статьях развивал положения А.Белого, ОПОЯЗа. В 1928 переехал в Литву, поселился в Каунасе, выучил литовский язык.
Безвременно скончался от скарлатины.

## Наследие
Значительная часть наследия писателя опубликована после его смерти  Оскаром Парландом.

## Произведения

### Прижизненные публикации
- Idealrealisation Архивная копия от 26 сентября 2018 на Wayback Machine, стихи (1929)

### Посмертные публикации
- Återsken Архивная копия от 26 сентября 2018 на Wayback Machine (1932)
- Hamlet sade det vackrare (1964)
- Den stora Dagenefter (1966)
- Säginteannat (1970)
- Sönder. (om framkallning av Veloxpapper) (2005, 2014)
- Dikter Архивная копия от 26 сентября 2018 на Wayback Machine (2018)
- Prosa (2019)
- Sönder. (om framkallning av Veloxpapper) (2019)

### Публикации на русском языке
- Вдребезги. — М.: Текст, 2007. (кроме заглавного романа, в книгу вошли стихотворения Парланда, написанные на русском языке)
- Стихи 1929—1930 годов / Пер. и вступление Ольги Мяэотс // Иностранная литература. — 2009. — № 9. — С. 210—216.